# Теллид (жрец)
Теллид — древнегреческий жрец Деметры с острова Парос, предок поэта Архилоха. Стал персонажем одной из картин художника Полигнота.

## Биография
Теллид упоминается только в одном античном источнике — в «Описании Эллады» Павсания. Он фигурирует в тексте как персонаж картины художника V века до н. э. Полигнота, выставленной в лесхе («месте для разговоров») в Дельфах. Живописец изобразил Теллида, «возрастом ещё юношу», сидящим в лодке Харона рядом с девушкой по имени Клеобоя. Последняя держит на коленях ковчег — один из тех, в которых хранили «таинства Деметры». Павсаний уточняет, что именно Клеобоя «первая принесла с Пароса на Фасос обряд тайного служения Деметре» и что о Теллиде он знает только одно — что его правнуком был поэт Архилох.
По мужской линии Архилох принадлежал к паросской аристократии, а его отец Телесикл руководил основанием паросской колонии на Фасосе. Отсюда исследователи делают вывод, что Теллид вместе с Клеобоей основал культ Деметры на Фасосе. Есть предположение, что Теллид и Телесикл — это одно и то же лицо, а перенос культа произошёл одновременно с основанием колонии. Некоторые антиковеды полагают, что Телесикл приходился Теллиду не внуком, как говорит Павсаний, а сыном.